# Keon Ellis
Keon Tyrese Ellis (Eustis, 8 gennaio 2000) è un cestista statunitense, professionista nella NBA con i Sacramento Kings.

## Carriera
Non scelto al Draft NBA 2022, il 2 luglio viene firmato dai Sacramento Kings con un two-way contract.

## Statistiche

### NCAA
| Anno      | Squadra            | PG | PT | MP   | TC%  | 3P%  | TL%  | RP  | AP  | PRP | SP  | PP   |
| --------- | ------------------ | -- | -- | ---- | ---- | ---- | ---- | --- | --- | --- | --- | ---- |
| 2020-2021 | Alabama Crim. Tide | 32 | 7  | 17,5 | 50,4 | 38,9 | 72,3 | 4,0 | 1,1 | 1,1 | 0,4 | 5,5  |
| 2021-2022 | Alabama Crim. Tide | 33 | 33 | 30,9 | 43,7 | 36,6 | 88,1 | 6,1 | 1,8 | 1,9 | 0,6 | 12,1 |
| Carriera  | Carriera           | 65 | 40 | 24,3 | 45,7 | 37,1 | 83,1 | 5,1 | 1,4 | 1,5 | 0,5 | 8,8  |

#### Massimi in carriera
- Massimo di punti: 28 vs Kentucky (19 febbraio 2022)[3]
- Massimo di rimbalzi: 13 vs South Dakota State (12 novembre 2021)
- Massimo di assist: 5 vs Tennessee (29 dicembre 2021)
- Massimo di palle rubate: 4 (5 volte)
- Massimo di stoppate: 3 (2 volte)
- Massimo di minuti giocati: 39 vs Notre Dame (18 marzo 2022)

### NBA

#### Regular Season
| Anno      | Squadra          | PG  | PT | MP   | TC%  | 3P%  | TL%  | RP  | AP  | PRP | SP  | PP  |
| --------- | ---------------- | --- | -- | ---- | ---- | ---- | ---- | --- | --- | --- | --- | --- |
| 2022-2023 | Sacramento Kings | 16  | 0  | 4,4  | 43,8 | 50,0 | 57,1 | 0,5 | 0,4 | 0,3 | 0,1 | 1,5 |
| 2023-2024 | Sacramento Kings | 57  | 21 | 17,2 | 46,1 | 41,7 | 74,3 | 2,2 | 1,5 | 0,9 | 0,5 | 5,4 |
| 2024-2025 | Sacramento Kings | 80  | 28 | 24,4 | 48,9 | 43,3 | 84,9 | 2,7 | 1,5 | 1,5 | 0,8 | 8,3 |
| Carriera  | Carriera         | 153 | 49 | 19,6 | 47,9 | 42,9 | 80,5 | 2,2 | 1,4 | 1,2 | 0,6 | 6,5 |

#### Massimi in carriera
- Massimo di punti: 17 vs Oklahoma City Thunder (14 dicembre 2023)[4]
- Massimo di rimbalzi: 6 vs Oklahoma City Thunder (14 dicembre 2023)
- Massimo di assist: 7 vs Utah Jazz (16 dicembre 2023)
- Massimo di palle rubate: 3 vs Portland Trail Blazers (8 novembre 2023)
- Massimo di stoppate: 3 vs Oklahoma City Thunder (10 novembre 2023)
- Massimo di minuti giocati: 31 vs Oklahoma City Thunder (10 novembre 2023)

### G League
| Anno      | Squadra        | PG | PT | MP   | TC%  | 3P%  | TL%  | RP  | AP  | PRP | SP  | PP   |
| --------- | -------------- | -- | -- | ---- | ---- | ---- | ---- | --- | --- | --- | --- | ---- |
| 2022-2023 | Stockton Kings | 35 | 35 | 31,4 | 49,6 | 41,8 | 76,6 | 5,2 | 3,5 | 1,7 | 0,8 | 16,0 |
| Carriera  | Carriera       | 35 | 35 | 31,4 | 49,6 | 41,8 | 76,6 | 5,2 | 3,5 | 1,7 | 0,8 | 16,0 |